# S.RIDE

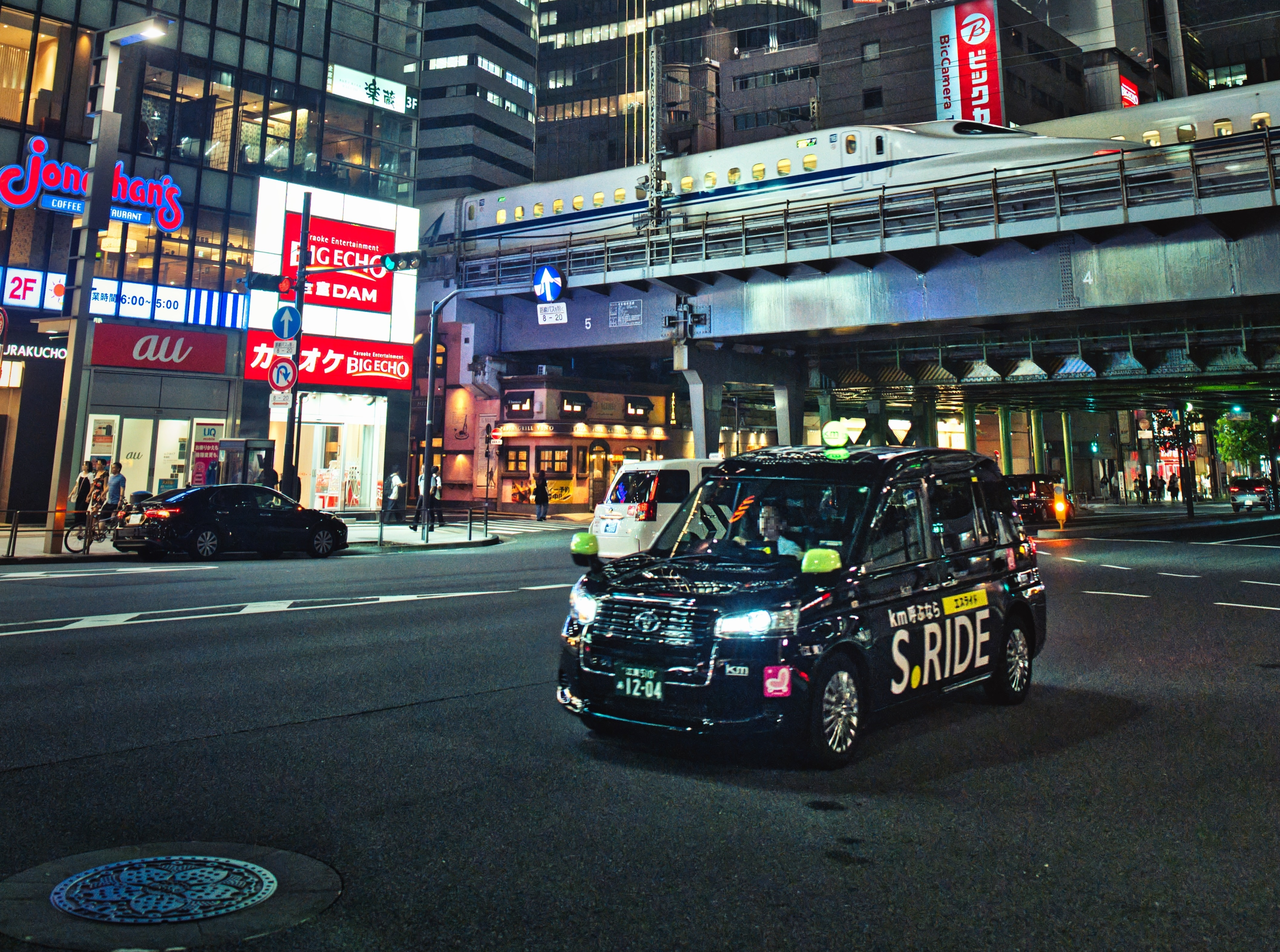
有楽町マリオン前の都道304号を走行するタクシー（2024年8月）

S.RIDE（エスライド）はソニーグループ株式会社が保有するAIとIT技術を活用して開発したタクシー配車用アプリケーション、および本アプリケーションを運営する企業である。対応するOSはAndroid、iOSとなっている。

## 概要
国際自動車・大和自動車交通・寿交通・グリーンキャブ・チェッカーキャブおよびソニーと子会社のソニーペイメントサービスによる合弁企業「みんなのタクシー株式会社」（当時）が開発。他社の同種のアプリケーションと違いワンスライドでタクシー配車できることを特徴としており、「Simple、Smart、Speedyな乗車体験を提供する新たなタクシー利用体験を象徴」すると標榜している。なお、日本においてタクシー事業者が多事業者用多機能配車アプリケーションに関して経営・開発に参画するのは日本交通系のJapanTaxiに続き2例目である。
なお、サービス開始時点ではグリーンキャブとチェッカーキャブでのサービス開始は見送られており、グリーンキャブにおいては無線設備更改に合わせ2020年からのサービス開始を予定するとしていたが、同年10月よりサービスを開始し、2021年3月より東京23区武三地区の全車が対応。同様にチェッカーキャブでは2020年春のサービス開始を予定するとしていたが、同年6月より試験運用を開始し12月から本運用に移行した。これらに先行して2020年2月より名鉄タクシーホールディングスが参画し名古屋においてサービスが開始されている。同年5月には西東京市・立川市にて、続いて7月には横浜市の西区・中区・南区にて、引き続き8月には多摩市・稲城市で、さらに12月には足柄上郡の松田町・開成町・中井町・山北町・大井町にてサービスが開始。この他に、チェッカーキャブと2021年（令和3年）4月より業務提携する予定の東京無線においても導入されることが機関決定されている。

## 歴史
- 2018年（平成30年）
  - 2月20日 - グリーンキャブ、国際自動車、寿交通、大和自動車交通、チェッカーキャブ、日の丸自動車（以上タクシー6社）、ソニー、ソニーペイメントサービス（以上ソニー2社）の間でソニーが有する人工知能（AI）技術を活用した配車サービス事業についての意向確認書を締結[2]。
  - 5月31日 - タクシー6社に加え東都自動車を加えたタクシー7社とソニー2社でみんなのタクシー株式会社を事業準備会社として設立[1]。
  - 日時不詳 - 日の丸自動車と東都自動車が出資をとりやめ離脱。
  - 9月3日 - みんなのタクシー株式会社が事業会社に移行。
  - 11月7日 - ベクトルと後部座席IoTサイネージ事業に関するパートナー意向確認書を締結[12]。
  - 11月27日 - 東京都個人タクシー協同組合（東個協）にサービスを提供することで合意[13]。
- 2019年（平成31年・令和元年）
  - 4月3日 - 後部座席IoTサイネージサービス「THE TOKYO TAXI VISION GROWTH」を開始[14]。
  - 4月16日 - 配車サービス「S.RIDE」が提供開始[3]。
  - 10月4日 - 配車サービス「S.RIDE」が2019年度のグッドデザイン賞受賞[15]。
  - 10月18日 - what3wordsと提携[16]。
  - 10月25日 - 事前確定運賃サービス開始[17]。
  - 12月16日 - Apple Pay対応[18]。
- 2020年（令和2年）
  - 1月16日 - Ringo Passの実証実験開始[19]。
  - 2月20日 - 名鉄タクシーホールディングスが参画、名古屋市（名古屋交通圏）におけるサービス開始[6]。
  - 5月12日 - 大和自動車交通の多摩地域の事業所（大和交通保谷・大和自動車交通立川）にて取り扱い開始、西東京市および立川市（北多摩交通圏）におけるサービス開始[7]。
  - 6月 - チェッカーキャブ所属事業者の東京23区武三地区の一部車両において試験運用開始。
  - 7月1日 - 国際自動車の横浜地域の事業所（国際自動車（横浜）本社営業所）にて取り扱い開始、横浜市の西区・中区・南区（京浜交通圏）におけるサービス開始[8]。
  - 8月 - 東京都個人タクシー協同組合（東個協）にて取り扱い開始[注 10]。
  - 8月3日 - 立川観光自動車とチェッカーキャブ所属の八幸自動車にて取り扱い開始、多摩市および稲城市（南多摩交通圏）におけるサービス開始[9]。
  - 9月 - 三和交通の埼玉県内の営業所で取り扱い開始。
  - 9月15日 - JVCケンウッド製IoT配車システム「CABmee（キャブミー）」と連携する形で埼玉県の幸手タクシー（増田タクシーグループ）にて取り扱い開始、久喜市・幸手市・宮代町（県南東部交通圏）におけるサービス開始[20]。
  - 10月 - グリーンキャブにて取り扱い開始。
  - 11月16日 - エスコート交通にて取り扱い開始[21]。
  - 12月2日 - チェッカーキャブでの本運用開始[5]。
  - 12月7日 - 松田合同自動車にて取り扱い開始、足柄上郡の松田町・開成町・中井町・山北町・大井町（小田原交通圏）におけるサービス開始[22]。
- 2021年（令和3年）
  - 1月1日 - アプリ運営会社のみんなのタクシー株式会社がS.RIDE株式会社に改称[23]。
  - 3月1日 - グリーンキャブの東京23区武三地区の全車両が対応[4]。
  - 3月17日 - 国内初の車窓モビリティサイネージサービス「Canvas」を発表
  - 4月26日 - 東京23区武三地区で日時指定配車（現在名：予約）開始
  - 6月10日 - 新潟通信機のタクシー配車システムと連携する形で越谷タクシーにて取り扱い開始。埼玉県越谷市（県南東部交通圏）におけるサービス開始。
  - 7月1日 - グリーンキャブ横浜営業所、大船営業所で取り扱い開始。横浜市の戸塚区、泉区、栄区、中区、西区、神奈川区（京浜交通圏）、鎌倉市（湘南交通圏）におけるサービス開始。
  - 7月28日 - 熊通タクシーにて取り扱い開始。埼玉県北本市、桶川市、上尾市、鴻巣市（県南中央交通圏）におけるサービス開始。
  - 8月17日 - 未来都にて取り扱い開始。大阪市・豊中市・吹田市・守口市・門真市・東大阪市・八尾市・堺市・茨木市・高槻市・箕面市・池田市・摂津市・三島郡島本町（大阪市域交通圏）におけるサービス開始。
  - 9月15日 - 山手タクシーグループにて取り扱い開始。さいたま市、川口市、戸田市、蕨市、伊奈町におけるサービス開始。
  - 11月1日
    - 布川交通（当時ベイサイドホールディングスグループ[注 11]）板橋営業所にて取り扱い開始。
    - ハッピータクシー（山手交通グループ、国際自動車提携）にて取り扱い開始。
    - 国内初の車窓サイネージサービス「Canvas」 タクシーアプリ「S.RIDE」配車連携 第一弾プロジェクト 『ディズニープラスタクシー』が期間限定で都内を走行。

  - 11月4日 - エミタスタクシー柏（三ツ矢エミタスグループ）にて取り扱い開始。柏市におけるサービス開始。
  - 11月16日 -  グリーンキャブ国分寺営業所、狛江営業所で取り扱い開始。
  - 11月17日 -  法人向けタクシー専用決済サービス「CAB CARDモバイル決済」が東京最大級のタクシーアプリ“S.RIDE”に導入。
  - 11月25日
    - 三ツ矢エミタスグループ6社にて取り扱い開始。千葉市、船橋市、習志野市、八千代市、白井市、印西市におけるサービス開始。
    - 増田タクシー、羽生タクシーにて取り扱い開始。
    - タクシーアプリ“S.RIDE”とタクシー配車管理システム「テレハイAVM」の連携システム提供開始。

  - 12月21日 - 経路検索・ナビゲーション『NAVITIME』とタクシーアプリ「S.RIDE」が連携開始。
  - 12月23日
    - タクシーアプリ“S.RIDE”と車の出張整備サービスを提供する“Seibii”が業務提携。
    - 『進撃の巨人』The Final Season Part 2放送記念 人気キャラクターがCanvasタクシーをジャック！タクシーアプリ「S.RIDE」で呼べる『進撃のタクシー』が登場。
- 2022年（令和4年）
  - 1月24日 - 三ツ矢エミタスタクシー（三ツ矢エミタスグループ）浦安営業所にて取り扱い開始。浦安市におけるサービス開始。
  - 2月7日 - 横浜流星＆佐野勇斗＆白石麻衣がタクシーで都内を移動中につき要・警戒!?2/7から『嘘喰いタクシー』が期間限定で登場。
  - 3月1日 - タクシーアプリのサブスクリプションサービス「S.RIDEプレミアム」3/1より提供開始。
  - 3月10日 - つばめグループにて取り扱い開始。名古屋市における約50％の法人タクシー車両がS.RIDEを導入。
  - 4月18日 - 紫外線情報をタクシー車窓がお知らせする花王「ビオレUVタクシー」が走行。
  - 4月25日 - 新星自動車、千波タクシーにて取り扱い開始。水戸市、日立市、北茨城市、ひたちなか市、那珂市、常陸太田市、常陸大宮市、久慈郡大子町、東海村におけるサービス開始。
  - 5月25日 - 木更津合同タクシーにて取り扱い開始。木更津市、君津市、袖ケ浦市、富津市におけるサービス開始。
  - 5月26日 - 新進気鋭・若手アーティストの作品がタクシーをジャック！日本初の移動するアートギャラリー『ART GALLERY TAXI』が期間限定で都内を走行。
  - 7月4日 - 県南交通、宝交通、宮原交通にて取り扱い開始。
  - 7月7日 - 「S.RIDEプレミアム」に待望の新サービス登場 ～第二弾は、予約配車でJPN TAXI等の車種指定が可能に～。
  - 8月3日 - 鹿野西岬タクシー（三ツ矢エミタスグループ）にて取り扱い開始。
  - 8月8日 - LUX×TWICEの世界観を最大限に反映した『LUX TWICE TAXI』期間限定で走行開始。
  - 8月19日 - 球団初『ジャイアンツタクシー』期間限定で走行開始。読売ジャイアンツ特別仕様車限定10台が新登場。試合観戦日には自宅から東京ドームまで送迎！。
  - 8月31日 - 寿交通とS.RIDE、寿交通のタクシー車両にソニーグループのAI技術を活用したタクシー需要予測サービスを導入。
  - 9月1日 - タクシーアプリ“S.RIDE（エスライド）”、空港定額サービス開始。
  - 9月5日 - 織田タクシー（織田グループ、国際自動車提携）本社営業所にて取り扱い開始。八潮市、草加市、三郷市におけるサービス開始。
- 2023年（令和5年）
  - 3月22日 - 檪山交通およびすみれタクシー（ともにベイサイドホールディングスグループ）にて取り扱い開始。鎌ケ谷市、松戸市、流山市、野田市、我孫子市におけるサービス開始。

## 提供エリア
- 東京都
  - 特別区・武三交通圏
    - 23区
    - 武蔵野市
    - 三鷹市

  - 北多摩交通圏
    - 西東京市
    - 立川市
    - 狛江市
    - 府中市
    - 東村山市
    - 国立市(一部)
    - 調布市(一部)
    - 小平市(一部)
    - 小金井市(一部)

  - 南多摩交通圏
    - 多摩市
    - 稲城市
- 神奈川県
  - 京浜交通圏
    - 横浜市
      - 西区
      - 中区
      - 南区
      - 神奈川区
      - 戸塚区
      - 泉区
      - 栄区
      - 保土ヶ谷区(一部)
      - 港南区(一部)
      - 磯子区(一部))

  - 湘南交通圏
    - 鎌倉市

  - 小田原交通圏
    - 足柄上郡
      - 松田町
      - 開成町
      - 中井町
      - 山北町
      - 大井町

    - 川崎市
    - 横須賀市
- 千葉県
  - 千葉交通圏
    - 千葉市

  - 京葉交通圏
    - 浦安市
    - 市川市
    - 船橋市
    - 鎌ケ谷市
    - 習志野市
    - 八千代市

  - 東葛交通圏
    - 松戸市
    - 柏市
    - 流山市
    - 野田市
    - 我孫子市

  - 北総交通圏
    - 白井市
    - 印西市

  - 南房交通圏
    - 木更津市
    - 君津市
    - 富津市
    - 袖ケ浦市
- 埼玉県
  - 県南東部交通圏
    - 八潮市
    - 三郷市
    - 草加市
    - 久喜市
    - 幸手市
    - 羽生市
    - 南埼玉郡
      - 宮代町

  - 県南中央交通圏
    - さいたま市
    - 川口市
    - 戸田市
    - 蕨市
    - 伊奈町
- 茨城県
  - 水戸県央交通圏
    - 水戸市
    - ひたちなか市
    - 那珂市
    - 東海村

  - 県北交通圏
    - 日立市
    - 北茨城市
    - 常陸太田市
    - 常陸大宮市
    - 大子町
- 宮城県
  - 仙台市
- 愛知県
  - 名古屋交通圏
    - 名古屋市
    - 長久手市
    - 日進市
    - 東郷町
    - 尾張旭市
    - 北名古屋市
    - 清須市
    - 豊山町
    - 大治町
- 大阪府
  - 大阪市域交通圏
    - 大阪市
    - 豊中市
    - 吹田市
    - 守口市
    - 門真市
    - 東大阪市
    - 八尾市
    - 堺市
    - 茨木市
    - 高槻市
    - 箕面市
    - 池田市
    - 摂津市
    - 三島郡島本町
- 宮崎県
  - 都城交通圏
    - 児湯郡